# David Aganzo
David Aganzo (Madrid, 10 januari 1981) is een voormalig Spaans voetballer. Aganzo was een aanvaller.

## Carrière

### Clubcarrière
Aganzo werd geboren in Madrid en sloot zich op jonge leeftijd aan bij Real Madrid. Hij doorliep de jeugdrangen van Real en maakte op 20 februari 2000 zijn debuut in het eerste elftal tegen Valencia CF. Aganzo mocht in zijn eerste seizoen vier keer invallen in de Primera División. Hij speelde ook één wedstrijd in de Champions League: tegen Rosenborg BK kreeg hij een basisplaats en werd hij in de 57e minuut gewisseld voor Elvir Baljić. Real Madrid won dat seizoen de Champions League, waardoor Aganzo deze prijs op zijn palmares mocht bijschrijven.
Aganzo werd de volgende vier seizoenen uitgeleend aan vier verschillende clubs: CF Extremadura, RCD Espanyol, Real Valladolid en Levante UD. In 2004 vertrok Aganzo definitief bij Real Madrid: hij tekende bij Racing Santander. Op een korte uitleenbeurt aan het Israëlische Beitar Jeruzalem na speelde hij tot 2012 enkel voor Spaanse clubs. Van 2012 tot 2014 speelde hij bij het Griekse Aris FC, maar nadat de club in 2014 vanwege financiële problemen degradeerde naar de Gamma Ethniki keerde Aganzo terug naar Spanje, waar hij bij CD Lugo zijn carrière afsloot.

### Interlandcarrière
Aganzo nam met Spanje deel aan het WK onder 20 in 1999, dat door Spanje gewonnen werd. Aganzo speelde op dat toernooi drie wedstrijden: een groepswedstrijd tegen Honduras, de achtste finale tegen de Verenigde Staten en de finale tegen Japan – telkens als invaller. Onder andere Xavi Hernández en Iker Casillas maakten toen ook deel uit van de selectie.

## Privé
Aganzo is gehuwd met Milene Domingues, de ex-vrouw van Ronaldo. Aganzo en Ronaldo lagen tussen 2002 en 2004 samen onder contract bij Real Madrid, al werd Aganzo in die periode wel verhuurd aan respectievelijk Real Valladolid en Levante UD.

## Erelijst

### Als speler
| Competitie                           |             |             |             |             |
| Competitie                           | Aantal      | Jaren       |             |             |
| Real Madrid                          | Real Madrid | Real Madrid | Real Madrid | Real Madrid |
| ------------------------------------ | ----------- | ----------- | ----------- | ----------- |
| Champions League                     | 1x          | 1999/00     |             |             |
| Spanje                               |             |             |             |             |
| Wereldkampioenschap voetbal onder 20 | 1x          | 1999        |             |             |